# Stockage chimique de l'énergie solaire
Le stockage chimique de l'énergie solaire recouvre un ensemble de techniques capables d'emmagasiner l'énergie du rayonnement solaire à travers une réaction chimique. Le principe est semblable à celui de la photosynthèse chez les plantes — qui emmagasine l'énergie du rayonnement solaire dans les liaisons chimiques de glucides à partir d'eau et de dioxyde de carbone — mais sans impliquer d'êtres vivants, ce qui lui vaut de recouvrir en partie le concept de photosynthèse artificielle, cependant mieux illustré par les cellules solaires à pigment photosensible (DSSC).

Principe de la production d'hydrogène par électrolyse de l'eau.

Une approche séduisante consiste à utiliser le rayonnement solaire focalisé de manière analogue aux panneaux photovoltaïques à concentration ou aux centrales solaires à concentration afin de disposer de l'énergie nécessaire au craquage de l'eau H2O en ses constituants hydrogène H2 et oxygène O2 en présence d'un catalyseur métallique tel que le zinc (craquage de l'eau par photocatalyse, usage de divers catalyseurs d'oxydation de l'eau), ou pour réaliser l'électrolyse de l'eau, par exemple dans un électrolyseur à oxyde solide (SOEC, tel qu'en zircone stabilisée à l'oxyde d'yttrium, YSZ) ou à membrane électrolytique polymère, (PEM, par exemple en Nafion). On implémente cela généralement à travers un processus en deux étapes afin que l'hydrogène et l'oxygène ne soient pas produits dans la même chambre, ce qui créerait un risque d'explosion, comme dans le cas d'une électrolyse simple.
Une approche complémentaire consiste à faire réagir l'hydrogène issu du craquage ou de l'électrolyse de l'eau avec du dioxyde de carbone CO2 pour obtenir du méthane CH4 par réaction de Sabatier selon un processus appelé méthanation. L'avantage de cette méthode est qu'il existe des infrastructures établies pour le transport et la combustion du méthane afin de produire de l'électricité, ce qui manque encore pour l'hydrogène. L'inconvénient principal à ces deux approches est commun à la plupart des méthodes de stockage d'énergie : l'ajout d'une étape supplémentaire entre l'absorption de l'énergie et la production d'électricité réduit sensiblement l'efficacité globale du processus.
D'un point de vue chimique, la dimérisation de l'anthracène en dianthracène a été étudiée dès 1909 comme moyen de stockage de l'énergie solaire, de même que la photodimérisation de la série des naphtalènes. Une tentative d'emmagasinner l'énergie solaire en mettant à profit la conversion norbornadiène  {\displaystyle \rightleftharpoons }  quadricyclane a par la suite échoué dans les années 1970 et 1980 par manque de rentabilité économique. Des structures à base de ruthénium ont également été étudiées mais se sont heurtées au fait que le ruthénium est un élément du groupe du platine qui compte parmi les matières premières critiques.

Photodimérisation de l'anthracène.
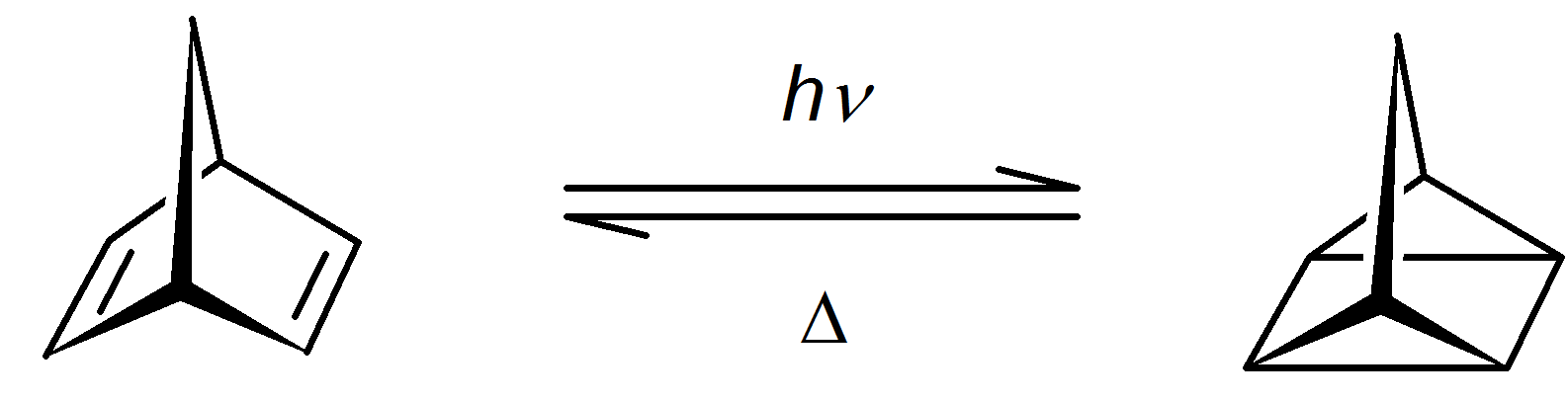
Photoisomérisation du norbornadiène en quadricyclane.

## Principes
La photodimérisation est la formation induite par la lumière de dimères d'un composé chimique, tandis que la photoisomérisation est la formation induite par la lumière d'isomères des molécules constituant la substance éclairée. Alors que la photodimérisation stocke l'énergie du rayonnement solaire en établissant de nouvelles liaisons chimiques, la photoisomérisation procède en réorganisant les liaisons chimiques existantes en une conformation moléculaire métastable ayant une énergie plus élevée.
La mise en œuvre de ces réactions nécessite de trouver le meilleur compromis entre la stabilité de l'isomère énergétique d'une part et la quantité d'énergie nécessaire pour inverser la réaction d'autre part. L'énergie emmagasinée se trouve dans la tension de cycle de l'isomère énergétique : plus les liaisons sont tendues, plus elles peuvent stocker d'énergie, mais moins la molécule est stable. L'énergie d'activation, notée Ea, permet de quantifier la facilité avec laquelle l'isomère énergétique peut libérer de l'énergie : si cette énergie d'activation est trop faible, la molécule aura tendance à s'isomériser facilement et ne sera pas efficace pour conserver durablement l'énergie emmagasinée ; si au contraire l'énergie d'activation est trop élevée, elle devient susceptible d'affecter l'efficacité énergétique du cycle de charge entre les deux isomères. Un système d'isomères pertinent pour ce genre d'applications doit permettre l'équilibre optimal entre l'efficacité énergétique du système d'isomères, l'absorption du rayonnement solaire par l'isomère de basse énergie, la stabilité de l'isomère énergétique, et le nombre de cycles de charge réalisables sans dégradation des isomères du système.
Diverses cétones, azépines et norbornadiènes, entre autres composés, tels que l'azobenzène, et ses dérivés, ont été étudiés en tant que système d'isomères potentiel pour le stockage de l'énergie solaire. Le couple norbornadiène-quadricyclane, souvent abrégé NBD-QC, ainsi ses dérivés ont été largement étudiés dans cette application. Le norbornadiène s'isomérise en quadricyclane sous l'effet d'un rayonnement ultraviolet, la tension de cycle du quadricyclane pouvant emmagasiner 89 kJ/mol, valeur qui peut être plus que doublée à l'aide de dérivés oligomériques.

Photoisomérisation trans ⟶ cis de l'azobenzène.

## Perspectives
La recherche sur les systèmes azobenzène trans-cis  et norbornadiène-quadricyclane a été abandonnée dans les années 1980 car peu pratique en raison de problèmes de dégradation et d'instabilité, de densité d'énergie insuffisante et de coût trop élevé. Cependant, l'accroissement continue de la puissance de calcul a relancé la recherche de matériaux pour les applications de stockage chimique de l'énergie solaire. Ainsi, une équipe du MIT a conçu en 2011 un tel système de stockage constitué d'azobenzène sur substrat de nanotubes de carbone à l'aide d'analyses par la théorie de la fonctionnelle de la densité dépendante du temps (en), qui modélise les systèmes au niveau des atomes. Les nanotubes de carbone permettent d'ajuster les interactions entre chromophores voisins, ce qui offre la possibilité d'affiner les propriétés des systèmes de stockage en optimisant par exemple la quantité d'énergie emmagasinée, avec en 2014 des valeurs atteignant 120 kJ/mol. Les trans-azobenzènes ont l'avantage d'absorber les longueurs d'onde parmi les plus abondantes du rayonnement solaire pour donner des cis-azobenzènes ayant une énergie plus élevé d'environ 0,6 eV. Plusieurs options permettent de libérer l'énergie ainsi emmagasinée en déclenchant l'isomérisation de la forme (Z) (cis, haute énergie) à (E) (trans, basse énergie) : le chauffage, qui n'est pas rentable ; l'emploi de catalyseurs, qui abaisse l'énergie d'activation Ea ; l'emploi d'un rayonnement, qui permet d'agir sur le système à la manière d'un interrupteur.

Isomérie (E)  {\displaystyle \rightleftharpoons }  (Z) de l'azobenzène.